# Nekrolog Dezember 2004
Nekrolog
◄◄
| ◄
| 2000
| 2001
| 2002
| 2003
| 2004 | 2005 | 2006 | 2007 | 2008 | ► | ►►
Januar |
Februar |
März |
April |
Mai |
Juni |
Juli |
August |
September |
Oktober |
November |
Dezember 2004
Weitere Ereignisse | Allgemeiner Nekrolog 2004
Die Beschreibung der verstorbenen Person sollte so kurz wie möglich gehalten sein und nur deren signifikante Tätigkeit(en) enthalten.
Neue Namen ggf. auch unter dem Geburts- und Sterbedatum, also etwa unter 1. Januar und im Geburts- und Sterbejahr (2024) eintragen (nur bei entsprechender großer Wichtigkeit). Für Beispiele siehe die schon vorhandenen Artikel.
Außerdem über die fünf zuletzt Verstorbenen, zu denen es einen ausreichend guten Artikel für eine Präsentation auf der Hauptseite gibt, nach der todesbedingten Überarbeitung der Artikel ggf. auch unter Wikipedia Diskussion:Hauptseite informieren und sie am besten auch in den anderen Wikipedia-Sprachversionen eintragen. Tipp: Regelmäßig bei news.google.de nach „ist tot“, „gestorben“ oder „verstorben“ suchen.
Wenn eine Person gestorben ist, gibt es viele Seiten zu dieser Person in der Wikipedia, die davon auch betroffen sind und entsprechend aktualisiert werden müssen. Beispiele: Namenübersichtsseite, Geburtsjahr, Geburtsort-Seiten und viele mehr.
Wie finde ich die betroffenen Seiten?
Im Suchfeld auf der linken Seite gibt man den Suchbegriff so ein: „Vorname Nachname“. Dann klickt man auf Volltext und alle Seiten mit entsprechendem Suchtext werden aufgerufen. Hier sieht man dann schnell, wo auch das Todesjahr Sinn macht oder sogar ein Teil des Artikels angepasst werden muss. Auch hilft das „Werkzeug“ auf der linken Seite sehr gut, um solche Seiten aufzufinden: „Links auf diese Seite“. Somit ist die Wikipedia wieder aktuell in allen Bereichen! Hinweis: bei Eintragung der Kategorie „Gestorben JAHR“ wird der Missbrauchsfilter 49 ausgelöst, was jedoch nicht schlimm ist. Siehe: Spezial:Missbrauchsfilter/49
Dies ist eine Liste von im Dezember 2004 verstorbenen bekannten Persönlichkeiten. Die Einträge erfolgen innerhalb der einzelnen Daten alphabetisch sortiert. Tiere sind im Nekrolog für Tiere zu finden.

## Dezember
| Tag          | Name                                   | Beruf, bekannt als                                                                           | Alter | Beleg |
| ------------ | -------------------------------------- | -------------------------------------------------------------------------------------------- | ----- | ----- |
| 1. Dezember  | Fathi Arafat                           | palästinensischer Arzt und Mitbegründer des Roten Halbmondes                                 | 71    |       |
| 1. Dezember  | Raymond Battalio                       | US-amerikanischer Ökonom                                                                     |       |       |
| 1. Dezember  | Bill Brown                             | schottischer Fußballspieler                                                                  | 73    |       |
| 1. Dezember  | Rudolf Gisler                          | Schweizer Politiker                                                                          | 62    |       |
| 1. Dezember  | Bernhard zur Lippe-Biesterfeld         | deutsch-niederländischer Adeliger, Prinz der Niederlande                                     | 93    |       |
| 1. Dezember  | Norman Newell                          | britischer Musikproduzent und Songtexter                                                     | 85    |       |
| 1. Dezember  | Franz Schädler                         | liechtensteinischer Skirennläufer                                                            | 87    |       |
| 2. Dezember  | Kevin Coyne                            | britischer Rockmusiker, Maler und Autor                                                      | 60    |       |
| 2. Dezember  | Francesco De Rosa                      | italienischer Schauspieler                                                                   | 52    |       |
| 2. Dezember  | Annemarie Esper                        | deutsche Schauspielerin und Hörspielsprecherin                                               | 70    |       |
| 2. Dezember  | Jürgen Fleischer                       | deutscher Hämatologe und Onkologe                                                            | 78    |       |
| 2. Dezember  | Cachita Galán                          | argentinische Sängerin und Schauspielerin                                                    | 61    |       |
| 2. Dezember  | Alicia Markova                         | englische Primaballerina des klassischen Balletts                                            | 94    |       |
| 2. Dezember  | Annemarie Esper                        | deutsche Schauspielerin und Hörspielsprecherin                                               | 70    |       |
| 2. Dezember  | Walter Pötscher                        | österreichischer Klassischer Philologe                                                       | 75    |       |
| 2. Dezember  | Gerhard Prause                         | deutscher Literaturwissenschaftler und Historiker                                            | 78    |       |
| 2. Dezember  | Bernd Rusinski                         | deutscher Schlagersänger und Komponist                                                       | 50    |       |
| 3. Dezember  | Roberto Castellani                     | italienischer Überlebender der Konzentrationslager von Mauthausen und Ebensee                | 78    |       |
| 3. Dezember  | Shiing-Shen Chern                      | chinesischer Mathematiker                                                                    | 93    |       |
| 3. Dezember  | John Conlan                            | irischer Politiker (Fine Gael)                                                               | 76    |       |
| 3. Dezember  | Willem Duyn                            | niederländischer Rocksänger                                                                  | 67    |       |
| 3. Dezember  | Peter Fischer                          | deutscher Oboist                                                                             | 78    |       |
| 3. Dezember  | Gerald FitzGerald, 8. Duke of Leinster | irischer Peer und Politiker                                                                  | 90    |       |
| 3. Dezember  | Helga Forner                           | deutsche Gesangspädagogin und Professorin für Gesang                                         |       |       |
| 3. Dezember  | Maria Perschy                          | österreichische Filmschauspielerin                                                           | 66    |       |
| 3. Dezember  | Helmut Rix                             | deutscher Indogermanist und Etruskologe                                                      | 78    |       |
| 3. Dezember  | Josef Schwammberger                    | deutscher SS-Oberscharführer und Lagerkommandant                                             | 92    |       |
| 3. Dezember  | Marek Stachowski                       | polnischer Komponist                                                                         | 68    |       |
| 4. Dezember  | Mahmut Atalay                          | türkischer Ringer                                                                            | 70    |       |
| 4. Dezember  | Kevin William Barden                   | irischer Geistlicher, Erzbischof von Isfahan                                                 | 96    |       |
| 4. Dezember  | Willy Eichberger                       | österreichisch-US-amerikanischer Film- und Theaterschauspieler                               | 102   |       |
| 4. Dezember  | Wolfgang Hempel                        | deutscher Sportjournalist und -reporter                                                      | 76    |       |
| 4. Dezember  | Wiktor Pawlowitsch Kalygin             | russischer Sprachwissenschaftler, Keltologe                                                  | 54    |       |
| 4. Dezember  | June Maston                            | australische Sprinterin                                                                      | 76    |       |
| 4. Dezember  | Werner Meilick                         | deutscher Politiker (SED), Vorsitzender der BPKK Frankfurt (Oder)                            | 80    |       |
| 4. Dezember  | Jacques Riousse                        | französischer Künstler und Priester                                                          | 93    |       |
| 4. Dezember  | Kurt Seipel                            | österreichischer Vermessungstechniker und Opfer des Stalinismus                              | 77    |       |
| 4. Dezember  | Elena Souliotis                        | griechische Opernsängerin                                                                    | 61    |       |
| 4. Dezember  | Jay Van Andel                          | US-amerikanischer Geschäftsmann                                                              | 80    |       |
| 4. Dezember  | Svend Wad                              | dänischer Boxer                                                                              | 76    |       |
| 4. Dezember  | Ron Williamson                         | US-amerikanischer Baseballspieler und zu Unrecht verurteilter Mörder                         | 51    |       |
| 5. Dezember  | Robert Dhéry                           | französischer Filmschauspieler und Regisseur                                                 | 83    |       |
| 5. Dezember  | Seymour Ginsburg                       | US-amerikanischer Informatiker                                                               | 76    |       |
| 5. Dezember  | Albert E. Kaiser                       | Schweizer Dirigent und Musikpädagoge                                                         | 84    |       |
| 5. Dezember  | Peter Kirsten                          | deutscher Musiker, Produzent und Musikverleger                                               | 69    |       |
| 5. Dezember  | Cristiano de Lima                      | brasilianischer Fußballspieler                                                               | 25    |       |
| 5. Dezember  | Delsey McKay                           | US-amerikanische Jazzmusikerin und Songwriterin                                              |       |       |
| 5. Dezember  | Annette Meeuvissen                     | deutsche Tourenwagenfahrerin                                                                 | 42    |       |
| 5. Dezember  | Georg Saatzer                          | österreichischer Maler und Grafiker                                                          | 78    |       |
| 5. Dezember  | Jean Tournier                          | französischer Kameramann                                                                     | 78    |       |
| 5. Dezember  | Hicham Zerouali                        | marokkanischer Fußballspieler                                                                | 27    |       |
| 6. Dezember  | Raymond Goethals                       | belgischer Fußballtrainer                                                                    | 83    |       |
| 6. Dezember  | Hubert Knobloch                        | deutscher Sportjournalist und -reporter                                                      | 64    |       |
| 6. Dezember  | Rudolf Koldewey                        | deutscher Stadtrat und Oberstadtdirektor von Hannover                                        | 90    |       |
| 6. Dezember  | Árpád Makay                            | ungarischer Kameramann                                                                       | 93    |       |
| 6. Dezember  | Rüdiger Rabenstein                     | deutscher Sportwissenschaftler                                                               | 60    |       |
| 6. Dezember  | Alain Riou                             | französischer Politiker                                                                      | 51    |       |
| 7. Dezember  | Hans Deichmann                         | deutscher Widerstandskämpfer gegen den Nationalsozialismus                                   | 97    |       |
| 7. Dezember  | Frederick Fennell                      | US-amerikanischer Komponist und Dirigent                                                     | 90    |       |
| 7. Dezember  | María Rosa Gallo                       | argentinische Schauspielerin                                                                 | 82    |       |
| 7. Dezember  | Bülent Gürbüz                          | türkischer Fußballspieler                                                                    | 74    |       |
| 7. Dezember  | Dieter Honisch                         | deutscher Kunsthistoriker und Museumsdirektor                                                | 72    |       |
| 7. Dezember  | Julije Knifer                          | kroatischer Maler                                                                            | 80    |       |
| 7. Dezember  | Zuzana Navarová                        | tschechische Sängerin, Komponistin und Musikproduzentin                                      | 45    |       |
| 7. Dezember  | Winfried Scharlau                      | deutscher Journalist und Historiker                                                          | 70    |       |
| 7. Dezember  | Jens-Wilhelm Taeger                    | deutscher lutherischer Theologe, Neutestamentler                                             | 59    |       |
| 7. Dezember  | Christine Wodetzky                     | deutsche Schauspielerin                                                                      | 61    |       |
| 8. Dezember  | Effi Biedrzynski                       | deutsche Lektorin, Goethe-Forscherin und Publizistin                                         | 94    |       |
| 8. Dezember  | Dimebag Darrell                        | US-amerikanischer Gitarrist                                                                  | 38    |       |
| 8. Dezember  | Karlheinz Eber                         | deutscher Autor, Generalsekretär des CVJM-Landesverband Bayern                               | 77    |       |
| 8. Dezember  | Suzette Forgues Halasz                 | kanadische Cellistin und Hochschullehrerin                                                   | 86    |       |
| 8. Dezember  | Werner Hartmann                        | deutscher Richter am Bundesverwaltungsgericht                                                |       |       |
| 8. Dezember  | José Libertella                        | italienisch-französischer Bandoneonspieler, Komponist und Arrangeur                          | 71    |       |
| 8. Dezember  | Johnny Lockett                         | britischer Motorrad- und Autorennfahrer                                                      | 89    |       |
| 8. Dezember  | Jackson Mac Low                        | US-amerikanischer Lyriker, Komponist                                                         | 82    |       |
| 8. Dezember  | Digby McLaren                          | kanadischer Geologe                                                                          | 84    |       |
| 8. Dezember  | Carlos Meza                            | kolumbianischer Boxer                                                                        | 26    |       |
| 8. Dezember  | Alberts Riekstiņš                      | lettischer Skilangläufer                                                                     | 97    |       |
| 8. Dezember  | Leslie Scarman, Baron Scarman          | britischer Jurist                                                                            | 93    |       |
| 8. Dezember  | Həsən Seyidov                          | sowjetischer Politiker (Aserbaidschanische SSR)                                              | 72    |       |
| 8. Dezember  | Karl-Heinz Tekath                      | deutscher Historiker, Archivar und Vorkämpfer der deutsch-niederländischen Freundschaft      | 49    |       |
| 9. Dezember  | Andrea Absolonová                      | tschechische Turmspringerin, Pornodarstellerin und Fotomodel                                 | 27    |       |
| 9. Dezember  | Otávio Barbosa Aguiar                  | brasilianischer Geistlicher, katholischer Bischof                                            | 91    |       |
| 9. Dezember  | Paul Edwards                           | US-amerikanischer Philosoph                                                                  | 81    |       |
| 9. Dezember  | Claude Garden                          | französisch-kanadischer Mundharmonikaspieler                                                 | 67    |       |
| 9. Dezember  | Heinz Korbach                          | deutscher Politiker (CDU), MdL und Landrat                                                   | 83    |       |
| 9. Dezember  | Mermon Parwin                          | erste afghanische Sängerin, die bei Radio Kabul auftrat                                      | 80    |       |
| 9. Dezember  | Sjarhej Wojtschanka                    | weißrussischer Künstler und Designer                                                         | 49    |       |
| 10. Dezember | Danny Hayes                            | US-amerikanischer Jazztrompeter                                                              | 58    |       |
| 10. Dezember | Adalbert Pilch                         | österreichischer Maler und Graphiker                                                         | 87    |       |
| 10. Dezember | Adolfo Schlosser                       | österreichischer Bildhauer                                                                   |       |       |
| 10. Dezember | Gerhard Soff                           | deutscher Physiker                                                                           | 54    |       |
| 10. Dezember | Gary Webb                              | US-amerikanischer investigativer Journalist und Publizist                                    | 49    |       |
| 11. Dezember | Hans Bankl                             | österreichischer Mediziner, Professor für pathologische Anatomie                             | 64    |       |
| 11. Dezember | José Luis Cuciuffo                     | argentinischer Fußballspieler                                                                | 43    |       |
| 11. Dezember | Jörn Göres                             | deutscher Germanist und Museumsdirektor                                                      | 73    |       |
| 11. Dezember | Sheldon Kinney                         | US-amerikanischer Konteradmiral der US Navy                                                  | 86    |       |
| 11. Dezember | Antonín Kratochvil                     | tschechischer Schriftsteller                                                                 | 80    |       |
| 11. Dezember | Arthur Lydiard                         | neuseeländischer Leichtathletiktrainer                                                       | 87    |       |
| 11. Dezember | Tomás Enrique Márquez Gómez            | venezolanischer Geistlicher, katholischer Bischof                                            | 89    |       |
| 11. Dezember | Elfriede Rehbein                       | deutsche Wissenschaftlerin auf dem Gebiet des Verkehrswesens                                 | 75    |       |
| 11. Dezember | M. S. Subbulakshmi                     | indische Sängerin karnatischer Musik                                                         | 88    |       |
| 11. Dezember | Karel Vrána                            | tschechischer katholischer Theologe und Philosoph                                            | 79    |       |
| 12. Dezember | Herbert Dreilich                       | deutscher Rockmusiker                                                                        | 62    |       |
| 12. Dezember | Frits Helmuth                          | dänischer Schauspieler                                                                       | 73    |       |
| 12. Dezember | Frank Isola                            | US-amerikanischer Jazz-Schlagzeuger                                                          | 79    |       |
| 12. Dezember | Herbert Lewrenz                        | deutscher Psychiater und Verkehrsmediziner                                                   | 85    |       |
| 12. Dezember | Alkuin Stillhart                       | Schweizer Kapuziner und Kirchenrechtler                                                      | 86    |       |
| 12. Dezember | Syed Mir Qasim                         | indischer Politiker                                                                          | ≈85   |       |
| 12. Dezember | José Vela                              | mexikanischer Fußballspieler                                                                 |       |       |
| 12. Dezember | Pawlo Wassylyk                         | ukrainischer Geistlicher, Bischof von Kolomyia-Tscherniwzi                                   | 78    |       |
| 13. Dezember | Erhard Gorys                           | deutscher Autor und Kunsthistoriker                                                          | 78    |       |
| 13. Dezember | Jón frá Pálmholti                      | isländischer Schriftsteller                                                                  | 74    |       |
| 13. Dezember | August Graf von Kageneck               | deutscher Journalist                                                                         | 82    |       |
| 13. Dezember | Eduard Kellenberger                    | Schweizer Molekularbiologe                                                                   | 84    |       |
| 13. Dezember | Eduard Ohlinger                        | deutscher Gewichtheber und Olympiateilnehmer                                                 | 37    |       |
| 13. Dezember | Erwin Pracht                           | deutscher Philosoph, Literatur- und Kulturwissenschaftler                                    | 79    |       |
| 13. Dezember | Arscham Schahinjan                     | armenischer Bildhauer                                                                        | 86    |       |
| 13. Dezember | Charles Tighe                          | US-amerikanischer Politiker                                                                  | 77    |       |
| 13. Dezember | Tom Turesson                           | schwedischer Fußballspieler und -trainer                                                     | 62    |       |
| 13. Dezember | Rudolf Weiersmüller                    | Schweizer Diplomat                                                                           | 65    |       |
| 13. Dezember | David Wheeler                          | britischer Computerpionier                                                                   | 77    |       |
| 13. Dezember | Yusof Mohamed Alam                     | bruneiischer Beamter und Mitglied der königlichen Familie                                    | 56    |       |
| 14. Dezember | Eberhard Beyer                         | deutscher kirchlicher Mitarbeiter und Kommunalpolitiker                                      | 73    |       |
| 14. Dezember | Candice Daly                           | US-amerikanische Schauspielerin                                                              | 41    |       |
| 14. Dezember | Heinrich Heekeren                      | deutscher Ordensgeistlicher und Generalsuperior der Steyler Missionare                       | 73    |       |
| 14. Dezember | George Hunter                          | südafrikanischer Boxer                                                                       | 77    |       |
| 14. Dezember | Anselmo López                          | spanischer Basketballspieler, -trainer und Sportfunktionär                                   | 94    |       |
| 14. Dezember | Britta Neander                         | deutsche Musikerin                                                                           | 48    |       |
| 14. Dezember | Fernando Poe Jr.                       | philippinischer Filmschauspieler und Präsidentschaftskandidat                                | 65    |       |
| 14. Dezember | Hans-Georg Steiner                     | deutscher Mathematikdidaktiker                                                               | 76    |       |
| 14. Dezember | Agostino Straulino                     | italienischer Segler und Marineoffizier                                                      | 90    |       |
| 14. Dezember | Carsten Peter Thiede                   | deutscher Historiker und Papyrologe                                                          | 52    |       |
| 15. Dezember | Chiang Fang-liang                      | taiwanische Frau von Präsident Chiang Ching-kuo und First Lady der Republik China auf Taiwan | 88    |       |
| 15. Dezember | Karl Darscheid                         | deutscher Journalist                                                                         | 73    |       |
| 15. Dezember | Vassal Gadoengin                       | nauruischer Politiker                                                                        |       |       |
| 15. Dezember | Sidonie Goossens                       | britische Harfenistin                                                                        | 105   |       |
| 15. Dezember | Rötger Groß                            | deutscher Politiker (FDP), MdL, MdB                                                          | 71    |       |
| 15. Dezember | Peter Hodiamont                        | deutscher Maler und Bildhauer                                                                | 79    |       |
| 15. Dezember | Lucien Musset                          | französischer Historiker                                                                     | 82    |       |
| 15. Dezember | Nicolas-Roland Payen                   | französischer Luftfahrtpionier und Erfinder des Deltaflügels                                 | 90    |       |
| 15. Dezember | Alexander Sixtus von Reden             | österreichischer Graphiker, Schriftsteller und Kulturwissenschaftler                         | 52    |       |
| 16. Dezember | Martha Carson                          | US-amerikanische Country-Gospel-Sängerin                                                     | 83    |       |
| 16. Dezember | Deyda Hydara                           | gambischer Journalist                                                                        | 58    |       |
| 16. Dezember | Agnes Martin                           | US-amerikanische Künstlerin                                                                  | 92    |       |
| 16. Dezember | Jehudit Naot                           | israelische Politikerin                                                                      | 60    |       |
| 16. Dezember | Hans-Rudolf Rösing                     | deutscher Marineoffizier und U-Bootkommandant im Zweiten Weltkrieg                           | 99    |       |
| 17. Dezember | Erich Auer                             | österreichischer Schauspieler                                                                | 81    |       |
| 17. Dezember | Reinhold Gettinger                     | deutscher Fußballspieler                                                                     | 69    |       |
| 17. Dezember | Dick Heckstall-Smith                   | britischer Musiker, Saxophonist                                                              | 70    |       |
| 17. Dezember | Agnes Mary Mansour                     | US-amerikanische römisch-katholische Theologin                                               | 73    |       |
| 17. Dezember | Lawrence James McNamara                | US-amerikanischer Geistlicher, Bischof von Grand Island                                      | 76    |       |
| 17. Dezember | Tom Wesselmann                         | US-amerikanischer Maler, Grafiker und Objektkünstler                                         | 73    |       |
| 18. Dezember | Walentin Brylejew                      | sowjetischer bzw. russischer Schauspieler und Synchronsprecher                               | 78    |       |
| 18. Dezember | Gernot Duda                            | deutscher Synchronsprecher und Theater- und Fernsehschauspieler                              | 76    |       |
| 18. Dezember | Heini Gränicher                        | Schweizer Physiker, Direktor des Eidgen. Instituts für Reaktorforschung (EIR)                | 80    |       |
| 18. Dezember | Vijay Hazare                           | indischer Cricketspieler                                                                     | 89    |       |
| 18. Dezember | Bodo Hertlein                          | deutscher Fußballfunktionär, Präsident des Fußballvereins 01. FSV Ma...                      | 70    |       |
| 18. Dezember | Hans-Thorald Michaelis                 | deutscher Historiker, Germanist und Genealoge                                                | 79    |       |
| 18. Dezember | Albert Nordengen                       | norwegischer Politiker, langjähriger Bürgermeister von Oslo                                  | 81    |       |
| 18. Dezember | Peter Palitzsch                        | deutscher Theaterregisseur                                                                   | 86    |       |
| 18. Dezember | Anthony Sampson                        | britischer Journalist und Schriftsteller                                                     | 78    |       |
| 18. Dezember | Takamatsu Kikuko                       | japanische Prinzessin                                                                        | 92    |       |
| 18. Dezember | Giesbert Uber                          | deutscher Rechtswissenschaftler                                                              | 83    |       |
| 19. Dezember | Inge Birkmann                          | deutsche Fernseh- und Theaterschauspielerin                                                  | 89    |       |
| 19. Dezember | Herbert Charles Brown                  | US-amerikanischer Chemiker und Nobelpreisträger                                              | 92    |       |
| 19. Dezember | Jeffrey Burns                          | US-amerikanischer Komponist und Pianist                                                      | 54    |       |
| 19. Dezember | Longinus Gabriel Pereira               | indischer Geistlicher, Weihbischof in Bombay                                                 | 93    |       |
| 19. Dezember | Horst Raspe                            | deutscher Schauspieler und Synchronsprecher                                                  | 79    |       |
| 19. Dezember | Gerhard Ewald Rischka                  | deutscher Komponist, Musiker und Dirigent                                                    | 101   |       |
| 19. Dezember | Andrée Tainsy                          | belgische Schauspielerin                                                                     | 93    |       |
| 19. Dezember | Gheorghe Tătaru                        | rumänischer Fußballspieler                                                                   | 56    |       |
| 19. Dezember | Renata Tebaldi                         | italienische Opernsängerin (Sopran)                                                          | 82    |       |
| 19. Dezember | André Verdet                           | französischer Dichter, Maler und Bildhauer                                                   | 91    |       |
| 19. Dezember | Yoshida Fumiyuki                       | japanischer Kunsthandwerker und lebender Nationalschatz                                      | 89    |       |
| 20. Dezember | Horst Werner Franke                    | deutscher Politiker (SPD), MdBB, Senator für Wissenschaft und Bildung (Bremen)               | 72    |       |
| 20. Dezember | Manuel González Galván                 | mexikanischer Architekt und Künstler                                                         | 71    |       |
| 20. Dezember | Pierre-Marie Gy                        | französischer Dominikaner und Liturgiewissenschaftler                                        | 82    |       |
| 20. Dezember | Werner Helfen                          | deutscher Polizist und Widerstandskämpfer gegen den Nationalsozialismus                      | 90    |       |
| 20. Dezember | Wilhelm Henze                          | deutscher Sportwissenschaftler, Sporthistoriker und Sportfunktionär                          | 94    |       |
| 20. Dezember | Henri Morier                           | Schweizer Romanist                                                                           | 94    |       |
| 20. Dezember | Werner Schwab                          | deutscher Mediziner auf dem Gebiet der Hals-Nasen-Ohrenheilkunde                             | 82    |       |
| 20. Dezember | Son Seals                              | US-amerikanischer Blues-Musiker                                                              | 62    |       |
| 20. Dezember | Pierre Séguy                           | österreichisch-französischer Widerstandskämpfer und Chansonexperte                           | 83    |       |
| 20. Dezember | Aimée Stitelmann                       | Schweizer Pädagogin                                                                          | 79    |       |
| 20. Dezember | Rudi Tonn                              | deutscher Kommunalpolitiker der SPD, ehrenamtlicher Bürgermeister von Hürth (1979–1999)      | 80    |       |
| 21. Dezember | Juan Barjola                           | spanischer Maler                                                                             | 85    |       |
| 21. Dezember | Jiří Bečka                             | tschechischer Orientalist und Iranist                                                        | 89    |       |
| 21. Dezember | Lennart Bernadotte                     | schwedischer Adliger, Schöpfer der Blumeninsel Mainau                                        | 95    |       |
| 21. Dezember | E. Ulrich Franck                       | deutscher Chemiker                                                                           | 84    |       |
| 21. Dezember | Hans Füchtbauer                        | deutscher Geologe                                                                            | 83    |       |
| 21. Dezember | Richard Hamilton                       | US-amerikanischer Film- und Theaterschauspieler sowie Radiosprecher                          | 83    |       |
| 21. Dezember | Gabriel Lee Gab-sou                    | südkoreanischer Geistlicher, katholischer Bischof                                            | 80    |       |
| 21. Dezember | Andreas Mehringer                      | deutscher Heilpädagoge                                                                       | 93    |       |
| 21. Dezember | Arild Nyquist                          | norwegischer Schriftsteller                                                                  | 67    |       |
| 21. Dezember | Roland Ploeger                         | deutscher Komponist                                                                          | 76    |       |
| 22. Dezember | Léon Bataille                          | belgischer Fernsehjournalist                                                                 |       |       |
| 22. Dezember | Wilhelm Hartkopf                       | deutscher Politiker (SPD), Oberbürgermeister der Stadt Remscheid (1968–1989)                 | 84    |       |
| 22. Dezember | Otto Kretschmer                        | deutscher Politiker (SPD), MdL und Justizminister des Freistaats Thüringen                   | 64    |       |
| 22. Dezember | Horst Meyer-Selb                       | deutscher Musiker, Pianist, Komponist und Musikpädagoge                                      | 71    |       |
| 22. Dezember | Valentin Oberkersch                    | deutscher Autor von Publikationen über jugoslawiendeutsche Geschichte                        | 84    |       |
| 22. Dezember | Marion Pares                           | britische Autorin                                                                            | 90    |       |
| 23. Dezember | Peter Beazley                          | britischer Politiker (Conservative Party), Mitglied des Europäischen Parlaments              | 82    |       |
| 23. Dezember | Rainer Bertram                         | deutscher Schlagersänger und Fernsehregisseur                                                | 72    |       |
| 23. Dezember | John Duarte                            | englischer Gitarrist, Komponist, Musikpädagoge und -kritiker                                 | 85    |       |
| 23. Dezember | Pietro Fiordelli                       | italienischer Geistlicher, katholischer Bischof                                              | 88    |       |
| 23. Dezember | Johannes Gerber                        | deutscher General der Bundeswehr                                                             | 85    |       |
| 23. Dezember | Leslie Gourse                          | US-amerikanische Jazzautorin und Journalistin                                                | 65    |       |
| 23. Dezember | Ifor James                             | britischer Hornist                                                                           | 73    |       |
| 23. Dezember | Milt Minter                            | US-amerikanischer Automobilrennfahrer und Rennstallbesitzer                                  | 71    |       |
| 23. Dezember | Georg Müller                           | deutscher Agrarwissenschaftler                                                               | 87    |       |
| 23. Dezember | P. V. Narasimha Rao                    | indischer Politiker                                                                          | 83    |       |
| 23. Dezember | Anne Truitt                            | US-amerikanische Bildhauerin                                                                 | 83    |       |
| 23. Dezember | Friedrich Wintzer                      | deutscher evangelischer Theologe                                                             | 71    |       |
| 24. Dezember | Werner Ekschmitt                       | deutscher Dozent und Publizist                                                               |       |       |
| 24. Dezember | Per Fossum                             | norwegischer Skirennläufer und Nordischer Kombinierer                                        | 94    |       |
| 24. Dezember | Ingrid Kreuzer                         | deutsche Literaturwissenschaftlerin, Kunsthistorikerin und Autorin                           | 78    |       |
| 24. Dezember | Pierre Lorrain                         | kanadischer Politiker (Québec)                                                               | 62    |       |
| 24. Dezember | Gerhard Michael                        | deutscher Agrikulturchemiker und Hochschullehrer                                             | 93    |       |
| 24. Dezember | Johnny Oates                           | US-amerikanischer Baseballspieler und -trainer                                               | 58    |       |
| 24. Dezember | Helmut Palmer                          | deutscher Bürgerrechtler und Pomologe                                                        | 74    |       |
| 24. Dezember | Werner Prosetzky                       | deutscher Mitarbeiter der DDR-Staatssicherheit                                               | 75    |       |
| 24. Dezember | Rosemary Rue                           | britische Medizinerin                                                                        | 76    |       |
| 24. Dezember | Elwira Seroczyńska                     | polnische Eisschnellläuferin                                                                 | 73    |       |
| 24. Dezember | Fritz Seydaack                         | deutscher Jurist und Manager                                                                 | 91    |       |
| 24. Dezember | Lauri Silvennoinen                     | finnischer Skilangläufer                                                                     | 88    |       |
| 24. Dezember | José R. Somoza                         | nicaraguanischer General und Generalinspekteur der Nationalgarde                             | 90    |       |
| 24. Dezember | Elmer Swenson                          | US-amerikanischer Rebzüchter                                                                 | 91    |       |
| 24. Dezember | Jan van Vlijmen                        | niederländischer Komponist                                                                   | 69    |       |
| 25. Dezember | Hannsferdinand Döbler                  | deutscher Schriftsteller                                                                     | 85    |       |
| 25. Dezember | George Frankl                          | britischer Psychoanalytiker, Philosoph und Autor                                             | 83    |       |
| 25. Dezember | Örjan Ouchterlony                      | schwedischer Arzt und Bakteriologe                                                           | 90    |       |
| 25. Dezember | Amaechi Ottiji                         | nigerianischer Fußballspieler                                                                | 34    |       |
| 25. Dezember | Donald Pederson                        | US-amerikanischer Informatiker                                                               | 79    |       |
| 25. Dezember | María Luisa Puga                       | mexikanische Schriftstellerin                                                                | 60    |       |
| 25. Dezember | Gennadi Michailowitsch Strekalow       | sowjetischer Raumfahrer                                                                      | 64    |       |
| 25. Dezember | Ian Syster                             | südafrikanischer Langstreckenläufer                                                          | 28    |       |
| 26. Dezember | Manuela Brandenstein                   | deutsche Schauspielerin, Drehbuchautorin und Synchronsprecherin                              |       |       |
| 26. Dezember | Marc Degener                           | deutscher Schauspieler und Synchronsprecher                                                  | 41    |       |
| 26. Dezember | Heinz Fahrenkrog                       | deutscher Präsident der Konsumgenossenschaften der DDR und Politiker                         | 78    |       |
| 26. Dezember | Marianne Heiberg                       | norwegische Sozialwissenschaftlerin und Nahostexpertin                                       | 59    |       |
| 26. Dezember | Ishigaki Rin                           | japanische Dichterin                                                                         | 84    |       |
| 26. Dezember | Poom Jensen                            | thailändischer Adeliger, Enkel des thailändischen Königs Bhumibol Adulyadej                  | 21    |       |
| 26. Dezember | Otto Marchi                            | Schweizer Schriftsteller und Historiker                                                      | 62    |       |
| 26. Dezember | Maria Dolors Miró                      | spanische Kunstförderin und Ehrenvorsitzende der Miró-Stiftungen                             | 74    |       |
| 26. Dezember | Angus Ogilvy                           | britischer Adeliger, Mitglied der britischen Königsfamilie                                   | 76    |       |
| 26. Dezember | Frank Pantridge                        | irisch-britischer Mediziner                                                                  | 88    |       |
| 26. Dezember | Martin Robertson                       | britischer Klassischer Archäologe                                                            | 93    |       |
| 26. Dezember | Aki Sirkesalo                          | finnischer Musiker und Fernsehmoderator                                                      | 42    |       |
| 26. Dezember | Are Storstein                          | norwegischer Schauspieler                                                                    |       |       |
| 26. Dezember | Mieszko Talarczyk                      | schwedischer Musiker, Gitarrist und Sänger der Band Nasum                                    | 30    |       |
| 26. Dezember | Reggie White                           | US-amerikanischer Footballspieler                                                            | 43    |       |
| 26. Dezember | Robert Whymant                         | britischer Journalist und Autor                                                              | 60    |       |
| 27. Dezember | Ferenc Bessenyei                       | ungarischer Schauspieler                                                                     | 85    |       |
| 27. Dezember | Pierre Dupuis                          | französischer Comiczeichner                                                                  | 75    |       |
| 27. Dezember | Hank Garland                           | US-amerikanischer Jazz- und Country-Gitarrist                                                | 74    |       |
| 27. Dezember | Helmut Günzler                         | deutscher Chemiker                                                                           | 78    |       |
| 27. Dezember | Heorhij Kirpa                          | ukrainischer Politiker, Verkehrsminister der Ukraine                                         | 58    |       |
| 27. Dezember | Thomas Kevin O’Brien                   | englischer katholischer Bischof                                                              | 81    |       |
| 27. Dezember | Kenneth Rosén                          | schwedischer Fußballtrainer                                                                  |       |       |
| 27. Dezember | Rainer Zangerl                         | Schweizer Paläontologe                                                                       | 92    |       |
| 28. Dezember | Michael Bent                           | englischer Studienkomponist                                                                  | 85    |       |
| 28. Dezember | Franz Böhmert                          | deutscher Arzt und Sportfunktionär                                                           | 70    |       |
| 28. Dezember | Mel Davis                              | US-amerikanischer Jazz- und Unterhaltungsmusiker                                             |       |       |
| 28. Dezember | Robert Enzenbach                       | deutscher Mediziner und Hochschullehrer                                                      | 77    |       |
| 28. Dezember | Franz Haas                             | niederösterreichischer Künstler                                                              | 56    |       |
| 28. Dezember | Heinz Lesaar                           | deutscher Chemiker                                                                           | 65    |       |
| 28. Dezember | Günter Marczinkowsky                   | deutscher Kameramann                                                                         | 77    |       |
| 28. Dezember | Jerry Orbach                           | US-amerikanischer Schauspieler                                                               | 69    |       |
| 28. Dezember | Susan Sontag                           | US-amerikanische Schriftstellerin, Essayistin und Publizistin                                | 71    |       |
| 28. Dezember | Tzvi Tzur                              | israelischer Generalstabschef und Wirtschaftsmanager                                         |       |       |
| 28. Dezember | Lisl Valetti                           | österreichische Schauspielerin                                                               | 90    |       |
| 28. Dezember | Walter Young                           | kanadischer Marathonläufer                                                                   | 91    |       |
| 29. Dezember | Julius Axelrod                         | US-amerikanischer Pharmakologe und Neurochemiker                                             | 92    |       |
| 29. Dezember | William Boyett                         | US-amerikanischer Schauspieler                                                               | 77    |       |
| 29. Dezember | John Bridgeman                         | englischer Bildhauer und Maler                                                               | 88    |       |
| 29. Dezember | Henry Cassirer                         | deutsch-US-amerikanischer Journalist und Schriftsteller                                      | 93    |       |
| 29. Dezember | Cornelius Dane                         | deutscher Schauspieler                                                                       | 48    |       |
| 29. Dezember | Eugenio Garin                          | italienischer Philosoph                                                                      | 95    |       |
| 29. Dezember | Peter Hesse                            | deutscher Schachspieler und -komponist                                                       | 60    |       |
| 29. Dezember | Liddy Holloway                         | neuseeländische Schauspielerin                                                               | 59    |       |
| 29. Dezember | Günter Mayer                           | deutscher Theologe                                                                           | 68    |       |
| 29. Dezember | Lotte Philippi                         | deutsche Politikerin (CDU), MdL                                                              | 86    |       |
| 29. Dezember | George Syran                           | US-amerikanischer Jazz-Pianist                                                               | 66    |       |
| 29. Dezember | Stefan Trenovatz                       | österreichischer Politiker (SPÖ), Landtagsabgeordneter, Mitglied des Bundesrates             | 92    |       |
| 29. Dezember | Arnold Vogt                            | deutscher Museumspädagoge                                                                    | 52    |       |
| 30. Dezember | Salvatore Asta                         | italienischer Geistlicher, römisch-katholischer Erzbischof und vatikanischer Diplomat        | 89    |       |
| 30. Dezember | J. W. Feighner                         | US-amerikanischer Manager und Politiker.                                                     | 88    |       |
| 30. Dezember | Götz von Glisczynski                   | deutscher Jurist und Autor von Fachliteratur für das Baugewerbe                              | 62    |       |
| 30. Dezember | Masao Katō                             | japanischer Go-Spieler                                                                       | 57    |       |
| 30. Dezember | Helmut Kollhosser                      | deutscher Zivilrechtler                                                                      | 70    |       |
| 30. Dezember | Christine Perthen                      | deutsche Grafikerin                                                                          | 56    |       |
| 30. Dezember | Ionel Schein                           | französischer Architekt                                                                      |       |       |
| 30. Dezember | Artie Shaw                             | US-amerikanischer Jazzmusiker und Bandleader                                                 | 94    |       |
| 30. Dezember | Muriel Stafford                        | kanadische Organistin, Chorleiterin und Musikpädagogin                                       | 98    |       |
| 31. Dezember | Gérard Debreu                          | französischer Wirtschaftswissenschaftler und Nobelpreisträger                                | 83    |       |
| 31. Dezember | Gérard Defaux                          | US-amerikanischer Romanist und Literaturwissenschaftler französischer Herkunft               | 67    |       |
| 31. Dezember | Franz Eichberger                       | österreichischer Leichtathlet                                                                | 91    |       |
| 31. Dezember | Horst Ferdinand                        | deutscher Stenograf                                                                          | 83    |       |
| 31. Dezember | Bob Karstens                           | US-amerikanischer Basketballspieler                                                          | 89    |       |
| 31. Dezember | Klaus Lindemann                        | deutscher Featureautor und Dramaturg                                                         | 74    |       |
| 31. Dezember | Charles-Auguste-Marie Paty             | französischer Geistlicher, katholischer Bischof                                              | 88    |       |
| 31. Dezember | Terisio Pignatti                       | italienischer Kunsthistoriker                                                                | 84    |       |
| 31. Dezember | Werner Possardt                        | deutscher Schauspieler, Filmproduzent und Regisseur                                          | 53    |       |
| 31. Dezember | Eberhard Schweigert                    | deutscher Maler und Kunstpädagoge                                                            | 62    |       |
| 31. Dezember | Walter Tschudi                         | Schweizer Leichtathlet                                                                       | 71    |       |
| 31. Dezember | Karl Otto Zimmer                       | deutscher Jurist und Richter am deutschen Bundessozialgericht                                | 81    |       |
| Dezember     | Lothar Kunack                          | deutscher Fußballspieler                                                                     | 79    |       |
| Dezember     | Fernando Rielo                         | spanischer Schriftsteller und Gründer der Missionare Identes                                 | 81    |       |